# Mumbai Open 2017

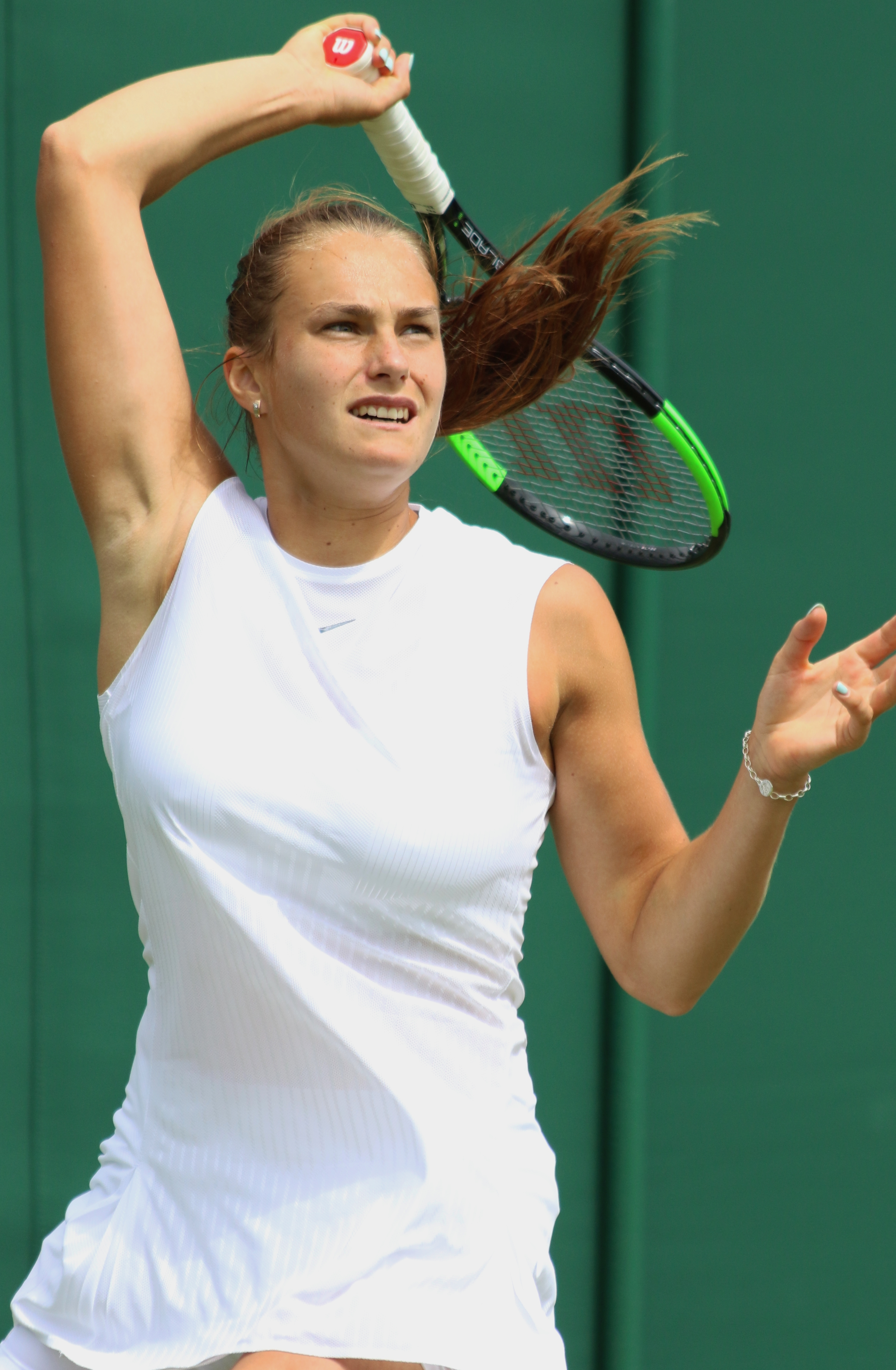
Sabalenka en el Mumbai Open 17

El Mumbai Open 2017 fue un torneo femenino de tenis profesional jugado canchas dura al aire libre. Se trató de la primera edición del torneo, se llevó a cabo en Mumbai, India. El evento hizo su debut en Pune en 2012, pero se suspendió a partir de entonces. Es parte de los WTA 125s de 2017. Se celebrara entre 20 al 26 de noviembre de 2017.

## Cabeza de serie

### Individual femenino
| Tenista           | Ranking | Preclasificada |
| Aryna Sabalenka   | 79      | 1              |
| Ana Bogdan        | 111     | 2              |
| Yanina Wickmayer  | 113     | 3              |
| Arina Rodionova   | 117     | 4              |
| Naomi Broady      | 122     | 5              |
| Lizette Cabrera   | 139     | 6              |
| Carol Zhao        | 150     | 7              |
| Irina Khromacheva | 162     | 8              |

- Ranking del 13 de noviembre de 2017.

### Dobles femenino
| Tenista                                  | Ranking | Preclasificada |
| Oksana Kalashnikova Veronika Kudermetova | 129     | 1              |
| Dalila Jakupović Irina Khromacheva       | 161     | 2              |
| Cornelia Lister Arina Rodionova          | 193     | 3              |
| Julia Glushko Priscilla Hon              | 286     | 4              |

## Campeonas

### Individual Femenino
Aryna Sabalenka venció a  Dalila Jakupović por 6-2, 6-3

### Dobles Femenino
Victoria Rodríguez /  Bibiane Schoofs vencieron a  Dalila Jakupović /  Irina Khromacheva por 7-5, 3-6, [10-7]